# Porto di Pesaro
Il porto di Pesaro (sigla internazionale UN/LOCODE: IT PES) è un'infrastruttura portuale situata sul mare Adriatico dedicata alla pesca commerciale, il turismo e al diporto nautico.
Secondo la classificazione nazionale dei porti italiani, quello di Pesaro in virtù del decreto ministeriale n. 1776 del 21 agosto 1975 è un porto di 2ª categoria, 1ª classe.